# Leiothrix sclerophylla
Leiothrix sclerophylla är en gräsväxtart som beskrevs av Silveira. Leiothrix sclerophylla ingår i släktet Leiothrix och familjen Eriocaulaceae. Inga underarter finns listade i Catalogue of Life.